# Antônio Paulino Limpo de Abreu (filho)
Antônio Paulino Limpo de Abreu (Rio de Janeiro, 1832 — Niteroi, 14 de março de 1904) foi um engenheiro e político brasileiro. Filho de Antônio Paulino Limpo de Abreu.